# Achladochóri (Tríkala)
Achladochóri (grec moderne : Αχλαδοχώρι) est une localité située dans le dème de Farkadóna, dans le district régional de Tríkala, dans la périphérie de Thessalie, en Grèce.
Selon le recensement de 2021, elle compte 82 habitants.